# Raeticodactylus filisurensis
Il reticodattilo (Raeticodactylus filisurensis) è un rettile estinto appartenente agli pterosauri. Visse nel Triassico superiore (circa 203 milioni di anni fa); i suoi resti sono stati ritrovati in Svizzera.

## Uno pterosauro dal "corno"
Al contrario di molti pterosauri primitivi, il reticodattilo possedeva ossa delle zampe anteriori lunghe e sottili, così da conferirgli quasi il doppio di apertura alare (circa 135 centimetri) rispetto al ben noto Eudimorphodon. La caratteristica più notevole del reticodattilo, però, riguardava il cranio: sopra il naso era presente una strana cresta sottile e ampia, simile a un corno, dalla funzione sconosciuta. La mandibola, inoltre, era dotata di una carena ossea piuttosto profonda e la dentatura era una combinazione di zanne anteriori e di denti dotati di cinque cuspidi posti più in profondità all'interno della bocca. Infine, altro fatto curioso, la testa del femore era piegata a 90°, il che conferiva all'animale un'andatura simile a quella dei dinosauri piuttosto che a quella degli altri pterosauri. 
I resti di questo pterosauro (un cranio completo e parte dello scheletro) sono stati ritrovati presso il villaggio di Filisur, nel cantone dei Grigioni in Svizzera orientale.